# ووستوک گس

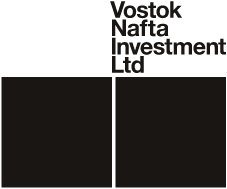
ووستوک گس

ووستوک گس (انگلیسی: Vostok Gas) شرکت سرمایه‌گذاری گاز روس است، که در سال ۱۹۹۶ توسط لوکاس لاندین تأسیس شد.